# Antoine Gérin-Lajoie
Pour les articles homonymes, voir Gérin-Lajoie.
Antoine Gérin-Lajoie, né à Yamachiche le 4 août 1824 et mort à Ottawa le 4 août 1882, est un poète, avocat, journaliste, historien, fonctionnaire, bibliothécaire et romancier canadien-français. Il est principalement connu comme auteur du roman Jean Rivard, de l'étude historique Dix ans au Canada de 1840 à 1850 et de la chanson populaire Un Canadien errant, l'une des pièces les plus célèbres de l'histoire de la musique québécoise.
Figure centrale de l'émergence et de l'épanouissement d'une culture canadienne-française au XIXe siècle, il est aussi l'un des premiers romanciers québécois. Il fait aussi de la première génération de lettrés canadiens-français à avoir occupé un poste dans la fonction publique du gouvernement du Canada-Uni. Il occupe aussi la fonction de bibliothécaire adjoint à la bibliothèque du Parlement de 1856 à 1882, période durant laquelle il travaille à l'élaboration du catalogue de l'institution et à l'accroissement des collections de langue française.

## Biographie

### Famille
Antoine Gérin-Lajoie est membre de la famille Gérin-Lajoie. Cette influente famille canadienne-française trouve ses origines en 1755, avec l'arrivée en Nouvelle-France de Jean Jarin, un natif des Échelles dans le Dauphiné. Après son service comme sergent dans les Compagnies franches de la Marine, durant lequel il sert sous Louis-Joseph de Montcalm durant la bataille des Plaines d'Abraham, Jean Jarin s'établit vers 1760 à Yamachiche. Son fils, lui aussi nommé Jean, se marie en octobre 1760 avec Madeleine Grenier. Son caractère jovial, selon la coutume des soldats de l'époque, lui vaut le surnom de Lajoie. C'est ainsi que la famille, qui en vient à être connue sous le nom de Gérin-Lajoie au fil des décennies, s'implante dans la région, où elle se trouve encore au XIXe siècle et parmi lesquelles on compte plusieurs grandes figures intellectuelles et politiques québécoises, dont Charles Gérin-Lajoie, Elzéar Gérin, Léon Gérin, Henri Gérin-Lajoie, Marie Gérin-Lajoie, la pionnière du service social québécois, et Paul Gérin-Lajoie, le père de la doctrine Gérin-Lajoie et une figure de proue de la Révolution tranquille.

### Jeunesse, éducation et premières œuvres
Antoine Gérin-Lajoie est né à Yamachiche le 4 août 1824. Fils aîné d'une famille de cultivateurs comptant 16 enfants, il est décrit comme un enfant tranquille, sensible et ayant bon caractère. Il reçoit son éducation primaire du curé du village, l'abbé Sévère-Nicolas Dumoulin, avant de rejoindre une classe supérieure en 1836. Reconnaissant les aptitudes du petit Antoine, l'abbé Dumoulin convainc ses parents de l'inscrire au séminaire. L'année suivante, Antoine Gérin-Lajoie entre au séminaire de Nicolet, une des institutions d'enseignement les plus prestigieuses du Bas-Canada. Il y fait son cours classique. L'abbé Dumoulin lui assure également un soutien financier à raison d'un trimestre de pension par année jusqu'en 1844.
Antoine Gérin-Lajoie se distingue rapidement par son aptitude pour les lettres ainsi que par son intérêt pour l'histoire du Canada. Il y compose ses premiers poèmes, influencés par le style de Jacques Delille. En 1842, il compose Un Canadien errant, une chanson inspirée par l'exil des Patriotes en 1839. Celle-ci est publiée deux ans plus tard, en juin 1844, dans le journal Le Charivari canadien. Cette chanson connait d'ailleurs un succès important et sera reprise à plusieurs occasions jusqu'au XXe siècle, notamment par Nana Mouskouri, Leonard Cohen et Paul Robeson. En 1843, avec son cousin Raphaël Bellemare, il fonde à Nicolet le journal Le Moniteur, qu'il publie jusqu'en mai 1844. À la même époque, alors qu'il termine son cours classique, il écrit une pièce de théâtre en vers, Le Jeune Latour. Présentée au séminaire lors des examens de fin d'année, en juillet 1844, cette œuvre est un drame s'inspirant d'évènements de l'Histoire du Canada de Michel Bibaud. Elle s'avère importante à plusieurs égards. D'abord, il s'agit de la première tragédie québécoise. Ensuite, Le Jeune Latour figure parmi les premiers textes narratifs québécois entièrement publiés dans un journal. En effet, cette pièce est publiée peu après, en septembre 1844, dans L'Aurore des Canadas, journal fondé à Montréal par Joseph-Guillaume Barthe. Elle est par la suite publiée à Québec dans Le Canadien et dans La Gazette de Québec.
Les années passées au séminaire de Nicolet s'avèrent formatrices pour Antoine Gérin-Lajoie. Elles sont marquées par la rébellion des Patriotes, qui ont un effet durable sur sa pensée, ainsi que le rapport Durham et l'Acte d'Union du Canada en 1840. Sa rencontre avec l'abbé Jean-Baptiste-Antoine Ferland, devenu professeur au séminaire de Nicolet en 1841, marque aussi considérablement sa formation et attise en lui le patriotisme canadien-français qui se retrouve plus tard au cœur de son œuvre.

### Carrière de journaliste et fondation de l'Institut canadien de Montréal
À la suite de ses études, Antoine Gérin-Lajoie songe à partir en France, afin d'y poursuivre une carrière dans le milieu de la culture et des lettres. Il décide plutôt d'accompagner son ami Guillaume Vassal aux États-Unis, où il ne reste que deux semaines, faute d'argent. À son retour, il s'installe à Montréal pour y étudier le droit jusqu'en 1848. Il fréquente dès lors le milieu littéraire montréalais qui se réunit autour du Lycée canadien, un groupe fondé par Louis Racine. C'est ce dernier qui lui propose, en novembre 1844, de fonder l'Institut canadien de Montréal. Dans cette nouvelle société littéraire, Gérin-Lajoie exerce les fonctions de secrétaire-archiviste puis de président, à compter de 1845. Au début de cette même année, il publie aussi dans la Revue canadienne le texte Salut aux exilés, qui célèbre le retour au Canada-Uni des Patriotes exilés en 1839. Il s'implique aussi au sein de la Société Saint-Jean-Baptiste, dont il est pendant un temps le secrétaire.
En avril 1845, Antoine Gérin-Lajoie est embauché par Ludger Duvernay au journal La Minerve. Il devient vite l'homme à tout faire du journal. Il fait office de correcteur, de prote, de traducteur, d'aide-rédacteur, de rédacteur et parfois de correspondant. Il y publie de nombreux articles ainsi que certaines de ses allocutions prononcées à l'Institut canadien. Il est éventuellement promu comme chroniqueur parlementaire en 1846 mais délaisse peu à peu le journalisme pour se concentrer sur ses études de droit. Il cède son emploi à Raphaël Bellemare, un cousin et ami de longue date qui entame lui aussi des études en droit. Son implication au sein de l'Institut canadien et sa carrière journalistique le mènent à s'intéresser à la politique du Canada-Uni. Il collabore avec Louis-Hippolyte La Fontaine, qu'il soutient durant la campagne électorale de 1848, et Augustin-Norbert Morin, dont il devient le secrétaire personnel. Il soutient aussi la candidature de Louis-Joseph Papineau dans la circonscription de Saint-Maurice. À compter de 1848, les conflits qui déchirent le Parti réformiste entre les partisans de Louis-Joseph Papineau et de Louis-Hippolyte La Fontaine finissent par le désabusent de la politique. Après cette élection, il délaisse ce milieu pour se concentrer sur sa carrière dans le monde des lettres.

### Carrière dans la fonction publique

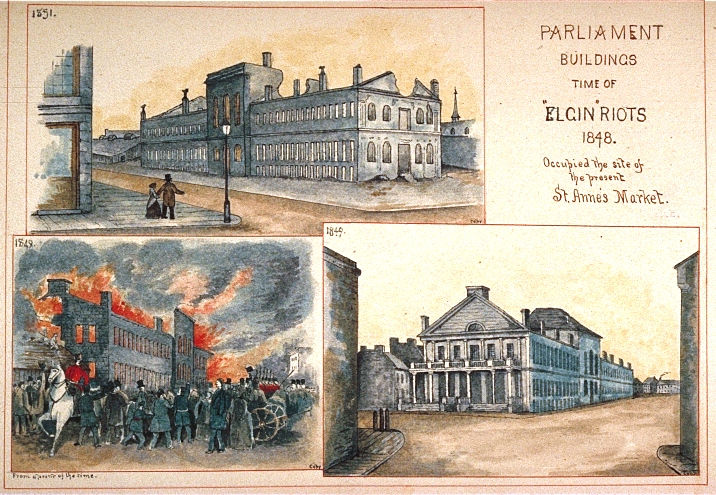
Gravure de l'incendie de l'hôtel du Parlement de Montréal en 1849

Antoine Gérin-Lajoie préfère le travail intellectuel à la plaidoirie. Malgré son admission au Barreau en 1848, il ne pratiquera jamais vraiment le droit. Néanmoins, sa formation lui sert de point de départ pour sa carrière au sein de la fonction publique. Grâce à l'influence de Louis-Hippolyte La Fontaine et d'Auguste-Norbert Morin, il est engagé comme copiste au Bureau des travaux publics en janvier 1849. Il devient ensuite agent et trésorier-payeur. À la suite de l'incendie du parlement à Montréal, en avril 1849, la capitale de la Province du Canada est relocalisée à Toronto. Malade, Gérin-Lajoie quitte temporairement la fonction publique mais revient peu après au Bureau des travaux publics comme secrétaire des arbitres provinciaux, tout en poursuivant sa collaboration avec La Minerve.
En 1851, il publie Le catéchisme politique, un travail de vulgarisation populaire sur le droit et les institutions politiques du Canada-Uni. Il vit désormais modestement de son salaire de fonctionnaire et peut se dévouer à ses écrits. La même année, il séjourne aux États-Unis durant environ six mois afin d'améliorer son anglais et d'étudier les institutions politiques américaines, particulièrement celles du Massachusetts. À son retour en novembre 1852, il devient surnuméraire au Bureau de la traduction de l'Assemblée législative puis succède à James Huston comme principal traducteur de l'institution à la suite de sa mort, en septembre 1854.

### Carrière à la bibliothèque du Parlement

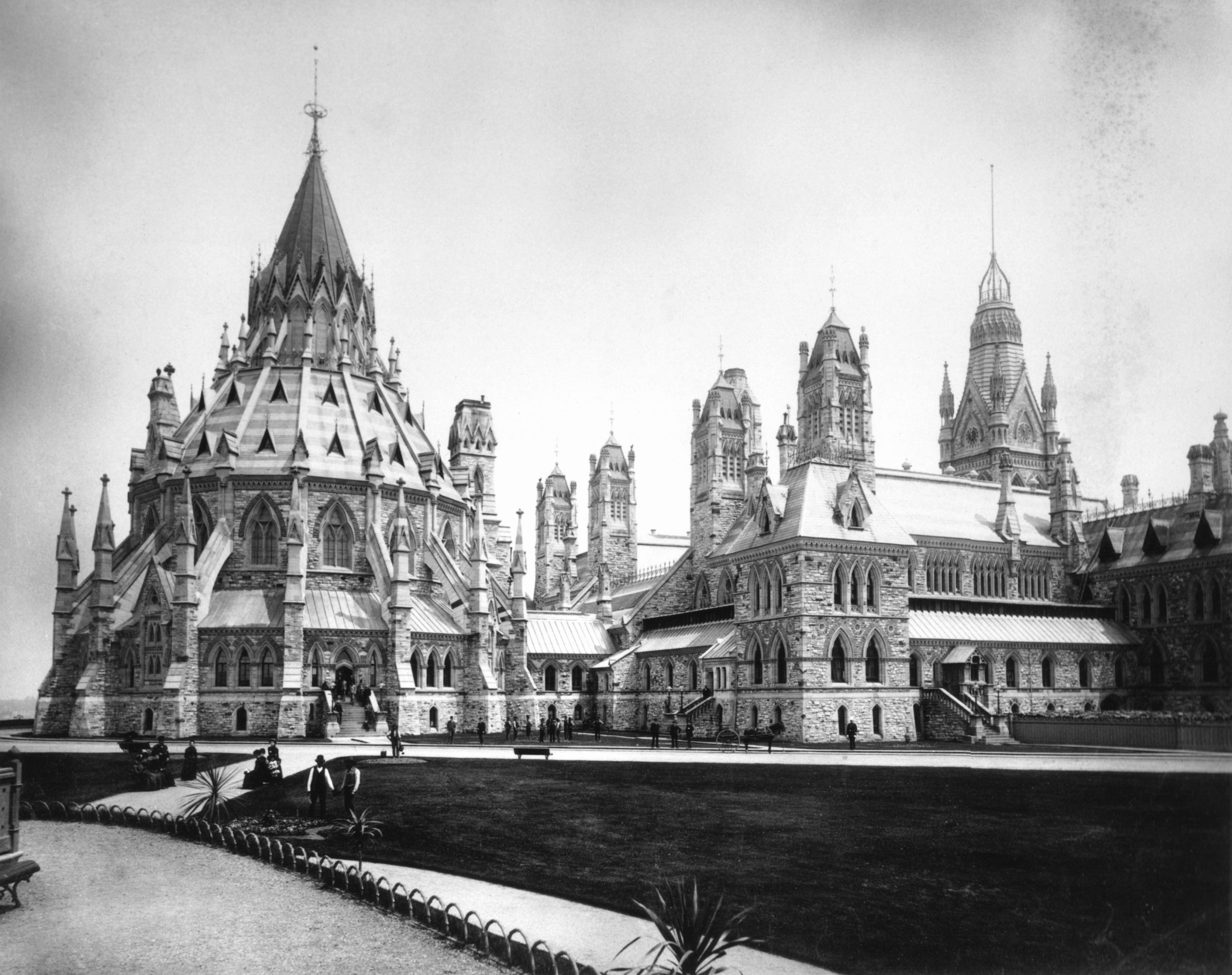
L'édifice principal de la Bibliothèque du Parlement, vers 1880

Au début de la session parlementaire du 15 février 1856, peu après l'installation du gouvernement à Toronto, le président de l'Assemblée législative, Louis-Victor Sicotte, annonce la nomination d'Alpheus Todd comme bibliothécaire au Parlement. Il offre à Gérin-Lajoie de rejoindre son équipe pour devenir bibliothécaire adjoint. Il accepte. Il devient ainsi responsable des collections françaises et américaines. Vers la fin de l'année, en novembre, son ami Hector-Louis Langevin lui offre de collaborer avec Joseph-Charles Taché. Celui-ci veut fonder un nouveau journal à Québec. Toutefois, Gérin-Lajoie finit par refuser car le salaire de bibliothécaire adjoint s'avère meilleur. Parmi les premières réalisations de Gérin-Lajoie à titre de bibliothécaire adjoint, on compte la création du premier catalogue de la bibliothèque du Parlement, publié en deux tomes en 1857 et 1858. Il est le principal artisan de ce travail considérable, réalisé pratiquement sans l'aide de d'Alpheus Todd. Gérin-Lajoie reconnait toutefois les faiblesses du catalogue de la bibliothèque du Parlement, auxquelles il tente de remédier.
À ses yeux, les collections en français sont insuffisantes. Seul le cinquième des livres portant sur la religion sont écrits en français. Les autres étant écrits en anglais, cette situation donne à la section un caractère assez protestant. Durant toute sa carrière à la bibliothèque du Parlement, Gérin-Lajoie continue à se battre pour le sort de la collection française. Il parvient à la bonifier, malgré la situation financière difficile du gouvernement du Canada-Uni. De juillet 1857 à février 1858, il parvient à ajouter environ 6 000 volumes. Dans ce lot, on retrouve des ouvrages historiques sur divers sujets, dont les États-Unis, ainsi que des grandes œuvres de la littérature française du Moyen Âge jusqu'au XIXe siècle, comme celles de Stendhal, Victor Hugo, Alphonse de Lamartine, Honoré de Balzac et Alexandre Dumas. De plus, la bibliothèque du Parlement n'étant pas soumise à la censure, celle-ci contient des œuvres des philosophes des Lumières comme Voltaire, Jean-Jacques Rousseau et Denis Diderot, mal vues dans certains milieux à cette époque.
Enfin, c'est aussi à cette époque qu'il fait la rencontre d'Étienne Parent. Cet ex-député patriote devenu sous-secrétaire de la Province du Canada devient son ami, puis son mentor. Les liens entre les deux hommes sont très étroits, si bien qu'Antoine Gérin-Lajoie finit par épouser sa fille Joséphine le 28 octobre 1858.

### La fondation desSoirées canadienneset duFoyer canadien
En 1860, l'Assemblée législative déménage à nouveau. Elle quitte Toronto pour s'installer à Québec. Dans le processus, Gérin-Lajoie supervise le déménagement des collections, ce qui s'avère être une tâche éprouvante. Installé à Québec, il fréquente l'élite littéraire canadienne-française réunie autour d'Octave Crémazie, comptant des figures comme Pierre-Joseph-Olivier Chauveau, François-Alexandre Hubert La Rue, Joseph-Charles Taché et l'abbé Henri-Raymond Casgrain. Ce groupe d'intellectuels constitue le cœur d'une société littéraire naissante : l'École patriotique de Québec.
Avec François-Alexandre Hubert La Rue et Joseph-Charles Taché, Gérin-Lajoie fonde la première revue littéraire canadienne-française, les Soirées canadiennes. Celle-ci est publiée jusqu'en 1865. Dans cette revue, il publie Jean Rivard, le défricheur canadien, en 1862. L'année suivante, il prend aussi part à la création du Foyer canadien, une revue similaire dont il prend la direction. Celle-ci est publiée jusqu'en 1866.
C'est dans Foyer canadien qu'est publié le roman Les anciens canadiens de Philippe Aubert de Gaspé, une œuvre fondatrice de la littérature québécoise. En 1864, Gérin-Lajoie publie la suite de son roman : Jean Rivard, économiste. Ce roman fait l'apologie du travail de la terre, offrant en quelque sorte une vision idéalisée de l'homme qu'il aurait souhaité être. Son personnage éponyme, Jean Rivard, partage même ses origines rurales modestes. Celui-ci se rend dans les Bois-Francs, une région fertile mais encore sauvage, afin de s'y établir et d'y trouver sa fortune. En se dévouant à cette vie agricole, il devient en quelque sorte l'architecte de la colonisation de cette région. Ainsi, par son roman, Gérin-Lajoie invite les jeunes  issus de la campagne à devenir à leur tour des agriculteurs et à délaisser les professions libérales.

### Fin de carrière
Antoine Gérin-Lajoie quitte de nouveau Québec en 1865 afin de s'installer à Ottawa, où le Parlement s'installe de façon permanente dans le contexte de la Confédération canadienne. En janvier de cette année, à la suite du décès de l'abbé Jean-Baptiste-Antoine Ferland, il décide de rédiger sa biographie. Celle-ci est publiée dans le Foyer canadien. Hélas, faute de moyens, la revue cesse de paraître l'année suivante. En outre de sa charge de bibliothécaire adjoint, malgré des ennuis de santé fréquents, Antoine Gérin-Lajoie continue d'écrire dans La Minerve. Au début des années 1870, il rédige sa dernière œuvre importante, Dix ans au Canada de 1840 à 1850 : histoire de l'établissement du gouvernement responsable. Cet ouvrage se veut neutre et non-partisan dans le but d'éduquer les jeunes voulant prendre part aux affaires de leur pays. Toutefois, Antoine-Gérin Lajoie ne finira jamais la rédaction de son livre. Il meurt à Ottawa le 4 août 1882, à l'âge de 58 ans, à la suite d'une attaque de paralysie.
Son livre Dix ans au Canada de 1840 à 1850 ainsi que ses mémoires seront publié par l'abbé Henri-Raymond Casgrain dans Le Canada français, en 1885 et 1888-1889 respectivement.

### Mort

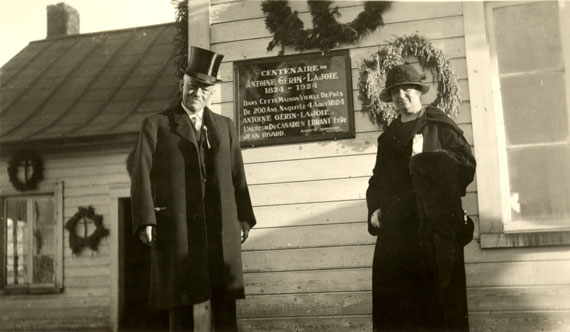
Henri Gérin-Lajoie et Marie Lacoste devant la maison natale d'Antoine Gérin-Lajoie, Yamachiche, 24 septembre 1924

Antoine Gérin-Lajoie est inhumé au cimetière Notre-Dame-des-Neiges, à Montréal. Lors du centenaire de sa naissance, le 14 septembre 1924, la Commission des monuments historiques du Québec organise une cérémonie publique devant sa maison d'enfance, à Yamachiche. Des milliers de personnes y prennent part. Peu après, la Commission commandite la publication d'un numéro du Bulletin des recherches historiques consacré à l'œuvre de Gérin-Lajoie. Plusieurs personnalités du milieu littéraire québécois comme l'abbé Camille Roy et Pierre-Georges Roy y participent. L'année suivante, un volume portant sur son œuvre ainsi que sur sa réception, avec une introduction signée par Léon Gérin, son fils, paraît aux éditions du Devoir. Près de 60 ans après sa mort, en 1939, il est désigné comme personnage historique national par le gouvernement canadien.

## Postérité et analyse de l'œuvre d'Antoine Gérin-Lajoie
De toutes les œuvres d'Antoine Gérin-Lajoie, Jean Rivard est celle qui retient davantage l'attention. Accueilli très favorablement lors de sa parution, ce roman offre un plaidoyer en faveur de la colonisation et des idées conservatrices de son époque,. Ce roman à thèse présente l'agriculture comme la clé de la survie pour les Canadiens français. Cette idée de survivance des Canadiens français au sein du Canada et de l'Empire britannique, plus largement, se retrouve aussi dans Le Canadien errant et Le Jeune Latour,. Comme Gérin-Lajoie, Jean Rivard est également désabusé de la politique.
Après avoir été quelque peu délaissée par la critique, l'œuvre d'Antoine Gérin-Lajoie est de nouveau mise en valeur par élite catholique au Québec au début du XXe siècle. Ainsi, pour Camille Roy, Jean Rivard constitue un véritable manuel d'économie sociale. Il écrit d'ailleurs à ce sujet en 1908 :
La lecture personnelle de Jean Rivard replacera sous vos yeux toute une série de coutumes et d'habitudes qui s'en vont; elle vous fera donc aimer ce livre non seulement parce qu'il est un excellent manuel d'économie sociale, mais aussi parce qu'il est comme le reliquaire de vieilles choses disparues; et si vous tenez compte de la grandeur du dessein qui l'a inspiré, de la bonhomie et de la simplicité de l'exécution, de l'influence salutaire aussi qu'il peut avoir sur l'esprit du peuple, vous estimerez que ce roman, malgré ses défauts de composition et de style, est presque l'égal de celui que vers le même temps publiait M. de Gaspé, et, dans votre bibliothèque, vous placerez sans doute Jean Rivard à côté des Anciens Canadiens. 
Dans un article paru à l'occasion du centenaire de la naissance de Gérin-Lajoie, Pierre-Georges Roy compare favorablement Jean Rivard à Maria Chapdelaine de Louis Hémon, pour ses valeurs patriotiques et catholiques. Ces critiques élogieuses de Jean Rivard s'inscrivent de façon générale dans un effort de revalorisation du travail de la terre et de la colonisation par les autorités politiques et religieuses. Cependant, à partir de la seconde moitié du XXe siècle, la critique littéraire issue de la Révolution tranquille se montre beaucoup moins élogieuse à l'égard de Jean Rivard, jugeant l'œuvre ratée.
En revanche, l'œuvre d'Antoine Gérin-Lajoie continue de susciter l'intérêt des chercheurs. Notamment, Robert Major, en 1991, y consacre un ouvrage, Jean Rivard ou l'art de réussir. Plusieurs thèses et mémoires portent aussi sur celle-ci: c'est le cas de celles de Maud Vida Bruce (M.A., Université McMaster, 1970), de René Dionne (Ph.D., Université de Sherbrooke, 1974) et de Rosanna Furguiele (Ph.D., Université de Toronto, 1983).

## Hommages
Au Québec, plusieurs rues rappellent l'héritage d'Antoine Gérin-Lajoie. C'est le cas de la rue Gérin-Lajoie, à Québec, qui a été nommée en son honneur en 1987. On retrouve ainsi des rues similaires à Nicolet, Trois-Rivières, Sherbrooke, Yamachiche et Montréal. Un lac est nommé en son honneur à Moffet, en Abitibi-Témiscamingue. Un monument dédié à Jean Rivard est aussi installé devant l'hôtel de ville de Plessisville en 1935.

## Œuvre d'Antoine Gérin-Lajoie
- Le Jeune Latour (1844)
- Catéchisme politique ou Eléments du droit public et constitutionnel du Canada (1851)
- Jean Rivard, le défricheur (1862)
- Jean Rivard, économiste (1874)
- Dix ans au Canada de 1840 à 1850. Histoire de l'établissement du gouvernement responsable (1888)

### Archives
- Fonds Famille Gérin-Lajoie (R11755) à Bibliothèque et Archives Canada
- Centre de recherche en civilisation canadienne-française, fonds P64